# S153 (Zaanstad)
De S153 is een stadsroute in de gemeente Zaanstad, provincie Noord-Holland. De weg begint op de N246 en eindigt als afrit van de A7. Onderweg kruist de weg de A8. De S153 is 7,1 kilometer lang. De weg is als N-weg genummerd als de N515.
Aan de stadsroute ligt de Zaanse Schans.
 ·  ·  ·  ·  · 